# Fermín Antonini
Fermín Antonini (General Villegas, provincia de Buenos Aires, Argentina; 2 de julio de 1997) es un futbolista argentino. Juega de mediocampista defensivo y su equipo actual es Gimnasia y Esgrima de Mendoza de la Primera Nacional de Argentina..

## Trayectoria
La carrera de Antonini comenzó en el Club Eclipse Villegas, por quien fichó en 2001, permaneciendo hasta 2013 cuando ingresó a las divisiones inferiores de Sarmiento de Junín.
Ricardo Caruso Lombardi fue el técnico que eligió a Antonini para su debut en el fútbol profesional, y el mediocampista se inició con un empate sin goles en casa ante Godoy Cruz en la Primera División.
Hizo un total de tres apariciones durante 2016, como lo hizo en la siguiente campaña 2016-17; que terminó con el descenso de Sarmiento. Participó siete veces en 2017-18 cuando el club alcanzó la final de la eliminatoria de ascenso, aunque Antonini se perdió el final de la temporada debido a una lesión del ligamento cruzado anterior.
En enero de 2022, Antonini fue cedido al Club Flandria de la Primera Nacional. La etapa en Flandria finalizó y el 14 de junio de 2022 pasó al Deportivo Riestra.
En enero de 2023, se unió a Gimnasia y Esgrima de Mendoza para disputar la Primera Nacional 2024.

## Estadísticas
| Sarmiento (J) Argentina     |                     |                     |     |   |   |   |   |    |     |   |
| 1.ª                         | 2016                | 3                   | 0   | 0 | 0 | — | — | 3  | 0   |   |
| 1.ª                         | 2016-17             | 3                   | 0   | 3 | 0 | — | — | 6  | 0   |   |
| 2.ª                         | 2017-18             | 7                   | 0   | 0 | 0 | — | — | 7  | 0   |   |
| 2.ª                         | 2018-19             | 0                   | 0   | 1 | 0 | — | — | 1  | 0   |   |
| 2.ª                         | 2019-20             | 6                   | 0   | 1 | 0 | — | — | 7  | 0   |   |
| 2.ª                         | 2020                | 0                   | 0   | — | — | — | — | 0  | 0   |   |
| 1.ª                         | 2021                | 1                   | 0   | 0 | 0 | — | — | 1  | 0   |   |
| Total club                  | Total club          | 20                  | 0   | 5 | 0 | 0 | 0 | 25 | 0   |   |
| Flandria Argentina          |                     |                     |     |   |   |   |   |    |     |   |
| 2.ª                         | 2022                | 3                   | 0   | — | — | — | — | 3  | 0   |   |
| Total club                  | Total club          | 3                   | 0   | 0 | 0 | 0 | 0 | 3  | 0   |   |
| Deportivo Riestra Argentina |                     |                     |     |   |   |   |   |    |     |   |
| 2.ª                         | 2022                | 11                  | 0   | — | — | — | — | 11 | 0   |   |
| 2.ª                         | 2023                | 35                  | 0   | 0 | 0 | — | — | 35 | 0   |   |
| Total club                  | Total club          | 46                  | 0   | 0 | 0 | 0 | 0 | 46 | 0   |   |
| Gimnasia (M) Argentina      |                     |                     |     |   |   |   |   |    |     |   |
| 2.ª                         | 2024                | 34                  | 0   | 2 | 0 | — | — | 36 | 0   |   |
| Total club                  | Total club          | 34                  | 0   | 2 | 0 | 0 | 0 | 36 | 0   |   |
| Total en su carrera         | Total en su carrera | Total en su carrera | 103 | 0 | 7 | 0 | 0 | 0  | 110 | 0 |
| 1.                          |                     |                     |     |   |   |   |   |    |     |   |

## Palmarés

### Títulos nacionales

#### Otros logros
- Ascenso a Primera División de Argentina con Deportivo Riestra en la temporada 2023.

## Vida personal
El hermano de Antonini, Juan, es un futbolista profesional. Son sobrinos del exfutbolista Rubén Piaggio. Su otro tío, junto con su padre, su abuelo y sus primos, jugaban en clubes regionales de la zona de General Villegas.